# 蚕室大橋
蚕室大橋（チャムシルおおはし、잠실대교、蠶室大橋）は、 大韓民国ソウル特別市広津区紫陽洞と同市松坡区蚕室洞を結ぶ、漢江にかかる橋梁である。長さ1280メートル、幅25メートル、6車線。橋の下部に蚕室洑があり、また南側にはロッテワールドタワーと石村湖水公園がある。
工事費として20億1300万ウォンが投じられ、1970年10月に着工し、1972年7月に竣工した。漢江に建設されたソウルの橋としては6番目。完成当時は麻浦大橋に続き、韓国で2番目に長い橋であった。この道を真っ直ぐ進んだ先には峨嵯山駅、松坡インターチェンジ、城南市などがある。
この橋を中心とした道路網は、議政府·春川方面と道峰区泰康陵·忘憂洞·面牧洞·ウォーカーヒル方面など、ソウル東部の下町の道路を、ソウル都心を経由せずにまっすぐ京釜高速道路と京水·京仁·金浦など、江南の幹線道路に接続し、ソウルの交通を形成する。